# Niels Helveg Petersen
Niels Helveg Petersen (Odense, 17 gennaio 1939 – 3 giugno 2017) è stato un politico danese.
È stato il ministro degli Affari Esteri del Regno di Danimarca dal 1993 al 2000. Precedentemente aveva già ricoperto il ruolo di Ministro dell'Economia tra il 1988 e il 1990. È membro del Folketing nel gruppo della Sinistra Radicale dal 1966 al 1974, dal 1977 al 1993, e ancora dal 1994 al 2011.

## Primi Anni
Niels Helveg Petersen nasce ad Odense nel 1939. I suoi genitori sono il Ministro Kristen Helveg Petersen e il Sindaco di Copenaghen Lilly Helveg Petersen. Si laurea in Giurisprudenza all'Università di Copenaghen nel 1965. Dal 1961 al 1962, studia Scienze Politiche all'Università di Stanford. Durante i suoi anni a Copenaghen lui è un membro attivo del settore giovanile della Sinistra Radicale , scrivendo per il loro giornale 'Liberté'.

## Carriera Politica

### Membro del Folketing 1966-2011
Niels Helveg Petersen si candida alle elezioni politiche per la prima volta nel 1964. Nel 1966, è eletto Membro del Folketing per la prima volta nella circoscrizione di Frederiksborg. Nel 1974, lui lascia la Danimarca per il servizio civile alla Commissione europea. Ritorna ad essere politico danese nel 1977, questa volta eletto nella circoscrizione di Fionia. Diventa Leader della Sinistra Radicale (Danese: Radikale Venstre) nel 1978 e mantiene la carica fino al 1990. Durante gli anni ottanta, supporta le teorie economiche del governo Conservatore-Liberale. Allo stesso tempo, ha sostenuto l'opposizione su altre questioni come le politiche di sicurezza. In tal modo, il suo partito ha creato la maggioranza senza i partiti di governo, una pratica che divenne nota come 'politica piè di pagina'. Nel sostenere diversi lati del parlamento, è stato a volte indicato dai media danesi come un 're produttore' nel decidere quali politiche sarebbero passati e quali no. La politica a piè dei social-liberali terminò nel 1988, quando il partito è entrato nella coalizione di governo. Nell'aprile 2008, Niels Helveg Petersen ha annunciato che non si sarebbe candidato alle prossime elezioni che hanno avuto luogo nel settembre 2011.

### Ministro dell'Economia 1988-1990
Lui è stato il Ministro dell'Economia durante il Governo di Poul Schlüter III dal 3 giugno 1988 al 18 dicembre 1990, quando il suo partito abbandono il sostegno al governo dopo gli scarsi risultati delle elezioni del 1990. Di conseguenza si è anche dimesso da Leader del suo partito.

### Ministro degli Affari Esteri 1993-2000
Lui è stato Ministro degli Affari Esteri dal 25 gennaio 1993 al 21 dicembre 2000 nel Governo di Poul Nyrup Rasmussen I, II, III, e nel IV (eccetto per l'ultima parte del IV governo). Quando il Trattato di Maastricht dell'Unione europea è stato respinto dal popolo danese nel 1992, è stato accettato dopo un referendum nel 1993, aggiungendo certe rinunce a concessioni per la Danimarca. Come nuovo Ministro degli Affari Esteri, Niels Helveg Petersen ha dovuto lavorare per attuare tali concessioni, anche se era stato un sostenitore di una maggiore internazionalizzazione della politica estera danese. Quando ha lasciato la carica di Ministro degli Affari Esteri nel 2000, la ragione ufficiale era che non poteva più accettare l'opt-out.
Si unisce al neo Consiglio degli Stati del Mar Baltico, che nel 1993, creo con successo un'Eurofacoltà a Tartu, Riga e Vilnius, di cui è divenne un sostenitore attivo.

## Vita privata
Niels Helveg Petersen è sposato con Kirsten Lee, Membro del Folketing per la Sinistra Radicale. Suo figlio Morten Helveg Petersen è stato Membro del Folketing dall'11 marzo 1998 fino all'agosto del 2009.